# Slayyyter
Catherine Slater (Kirkwood, Misuri, 17 de septiembre de 1996), conocida artísticamente como Slayyyter, es una cantante y compositora estadounidense de pop. Comenzó su carrera de forma independiente a través de SoundCloud. Su sencillo «Mine» llegó al puesto #38 en el ranking de pop de Apple Music. La canción se incluyó en su mixtape debut homónimo que se lanzó en 2019. Lanzó su álbum de estudio debut, Troubled Paradise , el 11 de junio de 2021 bajo FADER Records. El 22 de septiembre de 2023, lanzó su segundo álbum, STARFUCKER, bajo el mismo sello discográfico.

## Biografía

### Primeros años
Slayyyter es de Kirkwood, Misuri, un pequeño suburbio de San Luis, donde vivió casi su vida entera. Asistió a escuelas privadas, y más tarde continuó su educación en una escuela pública, donde recibió «grandes clases de música por primera vez». Comenzó a hacer música en la escuela secundaria usando su iPhone y aplicaciones como alchemy studio.  No fue hasta que consiguió su primera computadora portátil y se fue a la universidad que comenzó a grabar canciones que escribí sobre ritmos que encontraría en Soundcloud.

### 2017–2018: Aproximaciones tempranas a la música y primeros sencillos
Slayyyter pasó un año en la universidad. Este tiempo fue un "experimento caro " en el que empezó su carrera como músico, escribiendo "'80s lo-fi pop" que ella misma produjo y editó, pero nunca publicó. Luego de un año dejó la universidad para enfocarse plenamente a su carrera  musical. Su mayor influencia musical ha sido Britney Spears.
A pesar de estar residiendo en St. Louis, la colaboladora más frecuente de Slayyyter, Ayesha Erotica, es de Los Ángeles. Las artistas se conocieron a través de Twitter, el cual es donde Slayyyter primero construyó un séquito de seguidores. "He usado Twitter por un tiempo realmente largo, construyendo un pequeño séquito"  La artista acredita a Stan Twitter por hacerla llegar a conocer a Ayesha.  " Siento que muchos de mis seguidores son solo cuentas de fans de Charli XCX. Fue una cuenta de un fan de Charli quien me habló de Ayesha y eso empezó todo." Antes de hacer su debut oficial como Slayyyter, comenzó a subir canciones con el nombre "Slater" en SoundCloud. Su primera canción fue " swimming pool", que fue subida el 28 de noviembre de 2017. Otras canciones que aparecen en la cuenta son "Babyyy", "Fallen Angel", "Hiccup", "Pink Roses", "Rain in My Bedroom", "SERIAL KILLER", "U", "U Don't Have Much Time", y un cover de "Where Did You Sleep Last Night?".

### 2019: Slayyyter, Tour debut y Mine
Slayyyter debutó oficialmente en agosto de 2018 con su sencillo "BFF" con Ayesha Erotica, a quien había contactado poco después de convertirse en fan. Slayyyter comenzó a burlarse de la canción en su instagram compartiendo fragmentos y publicando imágenes con la leyenda "bff". La canción fue lanzada más tarde el 6 de agosto de 2018. A lo largo del inicio de su carrera, conoció a los productores como Robo Kid , Boy Sim , y Donatachi que fueron más conocido por su participación en la PC MUSIC.
También había conocido a artistas como That Kid y Charli XCX. Más tarde, Slayyyter lanzó sencillos como: Ghost , I'm High y Platform Shoes , antes de finalmente anunciar su primer proyecto de larga duración junto con el lanzamiento de Candy , indicando que será el último sencillo antes del lanzamiento del mixtape. A pesar de esto, soltó a Hello Kitty para maquillar un desordenado lanzamiento de marzo.
Más tarde también anunció que trabajaría con productores como Ayesha Erotica, Ghost Haus y Boy Sim. A pesar de que el álbum estaba destinado a ser lanzado en noviembre de 2018, se retrasó y se retrasó hasta 2019 después de que Slayyyter fue doxxeada y se filtró públicamente información personal.
Después de que un fragmento de 14 segundos adquiriera atención en Twitter con más de 200,000 vistas, Mine fue publicada en el día de San Valentín y en menos de 24 horas, llegó al puesto  #38 en el ranking pop de iTunes en los Estados Unidos. El 11 de febrero, Slayyyter anunció un tour en EE.UU, llamado The Mini Tour.
Meses después del pequeño éxito de Mine, Slayyyter se había burlado de su próximo single, Daddy AF . Después de burlarse previamente de fragmentos de la pista y su video musical, ella lo lanzó oficialmente junto con su video musical. Fue su primer sencillo lanzado oficialmente bajo un sello y su sencillo más popular hasta la fecha. También fue su primer video musical de alto presupuesto, dirigido por Logan Fields.
En junio de 2019, Slayyyter se embarcó en su gira debut con entradas agotadas, titulada "The Mini Tour". La gira comenzó el 24 de junio en la ciudad de Nueva York y concluyó el 27 de julio en su ciudad natal de St. Louis.
El 17 de septiembre de 2019, Slayyyter lanzó su mixtape homónimo, Slayyyter (Mixtape) , en iTunes. El mixtape alcanzó el puesto número 4 en la lista de pop de iTunes de EE. UU. Y el número 14 en la lista de álbumes de iTunes de EE. UU.
El 11 de octubre de 2019, Charli XCX lanzó un remix oficial titulado «Click (No Boys Remix)». El remix mantiene el verso de Petras, pero reemplaza a Tommy Cash con la cantante estadounidense Slayyyter.
En un futuro próximo, Slayyyter planea publicar su mixtape debut, y mudarse a Los Ángeles.

### 2020–presente: Troubled Paradise
El 16 de mayo de 2019, Slayyyter confirmó en Twitter que estaba trabajando en su segundo mixtape. Dijo que sería una reminiscencia de sus antiguas demostraciones de SoundCloud, pero renovado. Se planeó lanzarlo unos meses después de su mixtape debut. pero la idea se vio descartada y Slayyyter comenzó la producción de su álbum debut. 
En 2020 lanzó un remix de " Gimme More " de Britney Spears en su SoundCloud en abril de 2020. En octubre y noviembre, lanzó los sencillos "Self Destruct" y "Throatzillaaa", respectivamente.
El álbum de estudio debut de Slayyyter, Troubled Paradise , fue lanzado el 11 de junio de 2021 a través de Fader Label . La canción principal y su video musical fueron lanzados el 22 de enero, y en febrero, lanzó la canción "Clouds". El 9 de abril, lanzó otro sencillo llamado "Cowboys"  y "¡Over This!" seguido el 7 de mayo. 

## Vida personal

### Sexualidad
Slayyyter es abiertamente bisexual. Ella habló sobre su orientación en una revista LGBT, en marzo de 2019, "Honestamente, siempre supe que me gustaban las chicas cuando era una niña, pero no pensé que estaba bien para mí también  [sic]... No fue hasta la escuela secundaria o tal vez un poco después, que me di cuenta, 'Muy bien, definitivamente me gustan los hombres y las mujeres, ya no me avergüenzo de eso'. Ahora que tengo 22 años, finalmente siento que estoy en un punto en el que no necesito ocultar mi bisexualidad. Estoy lista para abrazarla completamente y ser yo misma. Se siente bien."

### Controversias
El 26 de diciembre de 2019, la antigua cuenta de fans de One Direction / Fifth Harmony de Slayyyter de 2012 fue pirateada y los tuits de ella diciendo que los insultos raciales comenzaron a hacerse públicos. Siguiendo la situación, Slayyyter emitió un comunicado en Twitter indicando que era "extremadamente molesta y vergonzosa" y que usaría insultos porque pensaba que estaba siendo "edgy o divertida". También dijo que "a medida que [ella] maduró [se] dio cuenta de que nunca es divertido o genial usar esas palabras". Es más, afirmó que la disculpa era "para la comunidad negra y para nadie más".

## Discografía

### Álbumes
| Título            | Detalles de lanzamiento |
| ----------------- | --- |
| Troubled Paradise | - Fecha de lanzamiento: 11 de junio de 2021 - Discográfica: Fader Label - Formato: descarga digital, streaming, LP, CD       |
| STARFUCKER        | - Fecha de lanzamiento: 22 de septiembre de 2023 - Discográfica: Fader Label - Formato: descarga digital, streaming, LP, CD. |

### Mixtapes
| Título              | Detalles de Lanzamiento |
| ------------------- | --- |
| Slayyyter (Mixtape) | - Fecha de lanzamiento: 17 de septiembre de 2019 - Discográfica: Slayyyter Records - Formato: descarga digital, streaming, LP, CD |

### Álbumes de remezclas
| Título           | Detalles de Lanzamiento                                                                                        |
| ---------------- | --- |
| Inferno Euphoria | - Fecha de lanzamiento: 28 de enero de 2022 - Discográfica: Fader Label - Formato: descarga digital, streaming |

### Sencillos

#### Como artista principal
| Año  | Sencillo                                       | Álbum             |
| ---- | ---------------------------------------------- | ----------------- |
| 2018 | «BFF» (feat. Ayesha Erotica)                   | Slayyyter         |
| 2018 | «Ghost»                                        | Sin Album         |
| 2018 | «I'm High»                                     | Sin Album         |
| 2018 | «Platform Shoes»                               | Sin Album         |
| 2018 | «Candy»                                        | Slayyyter         |
| 2018 | «Hello Kitty»                                  | Sin Album         |
| 2018 | «Alone»                                        | Slayyyter         |
| 2018 | «All I Want for Xxxmas» (feat. Ayesha Erotica) | Sin Album         |
| 2019 | «Mine»                                         | Slayyyter         |
| 2019 | «Daddy AF»                                     | Slayyyter         |
| 2019 | «Everytime»                                    | Sin Album         |
| 2019 | «Ride with Me»                                 | Sin Album         |
| 2019 | «Cha Ching»                                    | Slayyyter         |
| 2020 | «Gimme More (Slayyyter Remix)»                 | Sin Album         |
| 2020 | «Self Destruct»                                | Troubled Paradise |
| 2020 | «Throatzillaaa»                                | Troubled Paradise |
| 2021 | «Troubled Paradise»                            | Troubled Paradise |
| 2021 | «Clouds»                                       | Troubled Paradise |
| 2021 | «Cowboys»                                      | Troubled Paradise |
| 2021 | «Over This»                                    | Troubled Paradise |
| 2021 | «Dog House»                                    | Troubled Paradise |
| 2021 | «Stupid Boy» (feat. Big Freedia)               | Sin Álbum         |

#### Como artista invitada
| Año  | Sencillo                                                          | Álbum                  |
| ---- | ----------------------------------------------------------------- | ---------------------- |
| 2018 | «Dial Tone» (That Kid feat. Ayesha Erotica y Slayyyter)           | Sin Álbum              |
| 2018 | «Final Girl» (Graveyardguy feat. Slayyyter)                       | Here Lies Graveyardguy |
| 2019 | «Crush on You» (Donatachi feat. Slayyyter)                        | Taste                  |
| 2019 | «Diamond in the Dark» (LIZ feat. Slayyyter)                       | Planet Y2K             |
| 2019 | «Click (No Boys Remix)» (Charli XCX feat. Kim Petras y Slayyyter) | Sin Álbum              |
| 2019 | «2003» (Robokid feat. Slayyyter)                                  | Sportsangel            |
| 2021 | «Read My Mind» (Rebecca Black feat. Slayyyter)                    | Sin Álbum              |

## Giras musicales
- The Mini Tour (2019)